# Ken Brett
Pour les articles homonymes, voir Brett.
Kenneth Alven Brett, dit Ken Brett, né le 18 septembre 1948 et mort le 18 novembre 2003, est un joueur de baseball américain ayant évolué au poste de lanceur dans les ligues majeures de baseball. Lanceur de relève pour les Red Sox de Boston en 1967, il devient, à seulement 19 ans, le plus jeune lanceur de l'histoire à participer à une Série mondiale.
Il est le cadet des quatre frères Brett ayant évolué dans le baseball des ligues majeures aux États-Unis, son frère benjamin étant le joueur étoilé et champion des Séries mondiales George Brett.